# Condé-sur-Vesgre
Condé-sur-Vesgre is een gemeente in het Franse departement Yvelines (regio Île-de-France) en telt 1036 inwoners (2005). De plaats maakt deel uit van het arrondissement Mantes-la-Jolie.

## Geografie
De oppervlakte van Condé-sur-Vesgre bedraagt 10,8 km², de bevolkingsdichtheid is 95,9 inwoners per km².
De onderstaande kaart toont de ligging van Condé-sur-Vesgre met de belangrijkste infrastructuur en aangrenzende gemeenten.

## Demografie
Onderstaande figuur toont het verloop van het inwonertal (bron: INSEE-tellingen).